# Гонджеян, Григор Карписович
Григо́р Карпи́сович Гонджея́н (арм. Գրիգոր Ղոնջեյան, 1 мая 1959, Ереван — 10 декабря 2009) — бывший депутат парламента Армении.
- 1975—1980 — Ереванский институт народного хозяйства. Экономист.
- 1988—1990 — специальные курсы административного факультета Йоркского университета (Торонто) в Канаде. Финансист.
- 1980—1990 — работал старшим научным сотрудником, преподавателем в Ереванском институте народного хозяйства.
- 1990—1992 — начальник отдела, заместитель председателя правления в коммерческом банке “Масис”.
- 1992—1994 — председатель страховой компании “Менуа”, затем председатель совета директоров.
- 1994—2001 — был на различных должностях в Армагробанке: начальник управления, заместитель председателя правления, председатель правления.
- 2002—2003 — работал советником председателя правления банка “Анелик”.
- С 2002 — преподаватель (по совместительству) Российско-Армянского (Славянского) университета.
- 2003—2007 — был депутатом парламента. Член постоянной комиссии по финансово-кредитным, бюджетным и экономическим вопросам. Член ОТП.
- 2008—2009 — член Совета Центрального Банка Республики Армения.